# Brachycephalus vertebralis
Espèce
Statut de conservation UICN

 DD  : Données insuffisantes
Brachycephalus vertebralis est une espèce d'amphibiens de la famille des Brachycephalidae.

## Répartition
Cette espèce est endémique du Brésil. Elle se rencontre vers 900 m d'altitude dans la Serra da Bocaina dans les municipalités de Paraty dans l'État de Rio de Janeiro et de Cunha dans l'État de São Paulo.

## Description
Cette espèce mesure de 10,2 à 15,1 mm

## Publication originale
- Pombal, 2001 : A new species of Brachycephalus (Anura: Brachycephalidae) from Atlantic rain forest of southeastern Brazil. Amphibia-Reptilia, vol. 22, no 2, p. 179-185 (texte intégral).